# 8577 Choseikomori
8577 Choseikomori è un asteroide della fascia principale. Scoperto nel 1996, presenta un'orbita caratterizzata da un semiasse maggiore pari a 2,3274681 UA e da un'eccentricità di 0,1984269, inclinata di 6,38531° rispetto all'eclittica.